# Adobe Flash Media Server
Pour les articles homonymes, voir FMS.

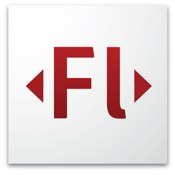

Flash Media Server (FMS) est un produit commercial serveur d'Adobe Systems Inc. (qui a racheté Macromedia). Ce serveur fonctionne avec le lecteur Flash pour permettre des animations interactives, multi-utilisateurs : Rich Internet Applications). Le développement serveur utilise ActionScript. Avant la version 2, son nom était Flash Communication Server.

## Histoire
(décembre 2011).
Le 15 mars 2002, Macromedia rend disponible le lecteur Flash 6. Cette version dispose de toutes les fonctionnalités pour fonctionner avec le serveur de Flash Communication Server MX.
La version 1.0 est disponible le 9 juillet 2002 et introduit les objets NetConnection, SharedObject et NetStream.
La version 1.5 est disponible le 27 mars 2003 et permet le tunnel HTTP (en), supporte Linux et ajoute une édition gratuite pour les développeurs.
La version 2.0 est disponible le 15 novembre 2005. Le serveur a pour nom Flash Media Server et supporte les flux vidéo grâce non plus au codec Spark de Sorenson mais par le codec VP6 de On2. L'ActionScript côté serveur supporte XML, XMLSocket, SOAP.
La version 3.0 est disponible le 4 décembre 2007. Elle ne supporte pas l'ActionScript 3.

## Utilisation
- Diffusion de vidéo préenregistrée (Video on Demand, streaming) ou non, webcam
- Communication par vidéo (son et images) en temps réel entre plusieurs clients : chat room ou jeu multijoueur.

## Fonctionnement
Flash Media Server est un hub, Les applications clientes se connectent sur le hub en utilisant le protocole Real Time Messaging Protocol (RTMP). Les clients peuvent accéder aux serveurs par Remote procedure calls (RPC) et le serveur accède aux clients par l'utilisation de méthodes spécifiques. L'objet SharedObject permet de synchroniser des données identiques entre plusieurs clients. Les objets ActionScript qui transitent entre le serveur et les clients par le protocole NetConnection le sont aux formats Action Message Format (AMF). 
Les clients peuvent créer un canal de diffusion vidéo ou déposer leurs vidéo sur le serveur au format Flash Video (FLV).